# Justin Champagnie
Justin John Champagnie (Staten Island, 29 giugno 2001) è un cestista statunitense, professionista nella NBA.
È il fratello gemello di Julian Champagnie.

## Statistiche

### NCAA
| Anno      | Squadra             | PG | PT | MP   | TC%  | 3P%  | TL%  | RP   | AP  | PRP | SP  | PP   |
| --------- | ------------------- | -- | -- | ---- | ---- | ---- | ---- | ---- | --- | --- | --- | ---- |
| 2019-2020 | Pittsburgh Panthers | 33 | 27 | 32,9 | 42,1 | 26,2 | 77,7 | 7,0  | 0,7 | 1,1 | 0,8 | 12,7 |
| 2020-2021 | Pittsburgh Panthers | 20 | 19 | 34,4 | 47,7 | 31,1 | 71,1 | 11,1 | 1,6 | 1,2 | 1,3 | 18,0 |
| Carriera  | Carriera            | 53 | 46 | 33,5 | 44,6 | 28,0 | 74,5 | 8,5  | 1,0 | 1,1 | 1,0 | 14,7 |

#### Massimi in carriera
- Massimo di punti: 31 (2 volte)[1]
- Massimo di rimbalzi: 21 vs Gardner-Webb (12 dicembre 2020)
- Massimo di assist: 5 vs Gardner-Webb (12 dicembre 2020)
- Massimo di palle rubate: 5 vs Wake Forest (23 gennaio 2021)
- Massimo di stoppate: 5 vs Duke (19 gennaio 2021)
- Massimo di minuti giocati: 44 vs Louisville (14 gennaio 2020)

### NBA

#### Regular Season
| Anno      | Squadra         | PG  | PT | MP   | TC%  | 3P%  | TL%  | RP  | AP  | PRP | SP  | PP  |
| --------- | --------------- | --- | -- | ---- | ---- | ---- | ---- | --- | --- | --- | --- | --- |
| 2021-2022 | Toronto Raptors | 36  | 0  | 7,8  | 46,3 | 35,7 | 100  | 2,0 | 0,3 | 0,2 | 0,1 | 2,3 |
| 2022-2023 | Toronto Raptors | 3   | 0  | 3,7  | 100  | -    | -    | 1,3 | 0,3 | 0,0 | 0,0 | 2,0 |
| 2022-2023 | Boston Celtics  | 2   | 0  | 11,5 | 16,7 | 20,0 | -    | 2,0 | 1,5 | 0,5 | 0,0 | 2,5 |
| 2023-2024 | Wash. Wizards   | 15  | 1  | 15,7 | 41,0 | 28,9 | 80,0 | 3,5 | 1,3 | 0,7 | 0,6 | 5,9 |
| 2024-2025 | Wash. Wizards   | 62  | 31 | 21,6 | 51,1 | 38,3 | 68,5 | 5,7 | 1,0 | 1,0 | 0,6 | 8,8 |
| Carriera  | Carriera        | 118 | 32 | 16,0 | 48,7 | 36,2 | 73,2 | 4,1 | 0,8 | 0,7 | 0,4 | 6,1 |

#### Play-off
| Anno     | Squadra        | PG | PT | MP  | TC%  | 3P% | TL% | RP  | AP  | PRP | SP  | PP  |
| -------- | -------------- | -- | -- | --- | ---- | --- | --- | --- | --- | --- | --- | --- |
| 2023     | Boston Celtics | 4  | 0  | 2,5 | 25,0 | 0,0 | -   | 0,0 | 0,0 | 0,0 | 0,0 | 0,5 |
| Carriera | Carriera       | 4  | 0  | 2,5 | 25,0 | 0,0 | -   | 0,0 | 0,0 | 0,0 | 0,0 | 0,5 |

#### Massimi in carriera
- Massimo di punti: 14 vs San Antonio Spurs (4 gennaio 2022)[2]
- Massimo di rimbalzi: 12 vs Milwaukee Bucks (15 gennaio 2022)
- Massimo di assist: 3 vs Atlanta Hawks (9 aprile 2023)
- Massimo di palle rubate: 2 (2 volte)
- Massimo di stoppate: 1 (4 volte)
- Massimo di minuti giocati: 31 vs Milwaukee Bucks (15 gennaio 2022)

### G League
| Anno      | Squadra           | PG | PT | MP   | TC%  | 3P%  | TL%  | RP   | AP  | PRP | SP  | PP   |
| --------- | ----------------- | -- | -- | ---- | ---- | ---- | ---- | ---- | --- | --- | --- | ---- |
| 2021-2022 | Raptors 905       | 18 | 17 | 34,1 | 48,3 | 36,5 | 76,2 | 7,6  | 1,7 | 1,2 | 0,9 | 19,4 |
| 2022-2023 | Raptors 905       | 10 | 10 | 33,5 | 51,5 | 36,8 | 71,4 | 10,3 | 2,7 | 1,6 | 0,9 | 22,5 |
| 2022-2023 | S. Falls Skyforce | 23 | 15 | 31,3 | 52,0 | 30,6 | 68,9 | 8,0  | 1,0 | 0,8 | 0,7 | 18,2 |
| 2023-2024 | S. Falls Skyforce | 34 | 34 | 37,6 | 49,4 | 29,2 | 74,2 | 8,9  | 3,0 | 2,4 | 1,3 | 22,3 |
| 2023-2024 | Capital C. Go-Go  | 5  | 5  | 32,9 | 46,2 | 43,2 | 100  | 7,2  | 2,4 | 0,8 | 2,2 | 18,8 |
| 2023-2024 | Capital C. Go-Go  | 8  | 8  | 36,5 | 48,7 | 35,9 | 75,0 | 8,6  | 2,8 | 1,1 | 2,4 | 20,0 |
| Carriera  | Carriera          | 98 | 89 | 34,7 | 49,8 | 33,0 | 73,8 | 8,5  | 2,2 | 1,5 | 1,2 | 20,5 |